# داوبیتس
داوبیتس (به آلمانی: Daubitz) یک منطقهٔ مسکونی در آلمان است که در ریتشن واقع شده‌است. داوبیتس ۲۲٫۴۹ کیلومتر مربع مساحت و ۵۶۳ نفر جمعیت دارد و ۱۴۳ متر بالاتر از سطح دریا واقع شده‌است.